# Integrirani krug
Integrirani krug ili integrirani sklop (prema lat. integrare: uspostaviti, obnoviti) je minijaturni, složeni elektronički sklop koji upravlja elektroničkim signalima u gotovo svim elektroničkim uređajima. Monolitni integrirani krug sastoji se od tanke pločice poluvodiča, najčešće silicija, u koji se dodaju primjese (na primjer bor, fosfor, arsen) i ostvaruju različite poluvodičke strukture, a one djeluju kao pojedini elektronički dijelovi (tranzistor, dioda, električni otpornik, električni kondenzator i drugo). Tisuće je takvih dijelova (komponenata) integrirano i povezano u jednom integriranom krugu. Tako na primjer integrirani krug vrlo visokoga stupnja integracije sadrži više od milijardu tranzistora i drugih elektroničkih dijelova. Integrirani krug obavlja zadaće koje su nekoć obavljali sklopovi pojedinačnih dijelova, ali je u usporedbi s njima manjih mjera (dimenzija), jeftiniji u proizvodnji, brži i pouzdaniji u radu, a troši manje energije.
Prve integrirane krugove patentirali su 1959., neovisno jedan o drugome, Amerikanci J. Kilby i Robert Noyce. U 1960-ima razvijeni su prvi integrirani krugovi za upravljanje raketama i umjetnim satelitima. Primjena se proširila na džepne kalkulatore i elektroničke satove, elektronička računala, mobitele i drugo.
Prema vrsti primijenjenih tranzistora razlikuju se bipolarni i unipolarni integrirani sklopovi. Iako se s bipolarnima postižu veće brzine rada, nedostatak im je veća potrošnja električne energije i veće dimenzije dijelova. Unipolarni sklopovi nazivaju se i MOS integriranim sklopovima (eng. Metal Oxide Semiconductor) prema MOSFET-u najviše korištenoj vrsti unipolarnoga tranzistora. MOSFET je svojstven da radi s malim električnim strujama i vrlo je malih izmjera (dimenzije), što omogućuje integraciju iznimno velikoga broja takvih dijelova u poluvodičkoj pločici. Upravo je razvoj MOS-tehnologije omogućio sklopove složenih funkcija.
Proizvodnja integriranih krugova započinje pripremom poluvodičke (silicijske) ploče (eng. wafer) kao temeljnim materijalom. Početni je promjer ploče 2,5 do 30 centimetara. Nacrt sklopa projektira se računalom i pretvara u mikroskopske nacrte (maske), s pomoću kojih se selektivnim unošenjem primjesa (difuzijom i implantacijom) te izolacijskih i vodljivih slojeva određuju vrste, dimenzije, raspored i povezanost elemenata u sklopovima. Oni se na jednoj poluvodičkoj ploči izrađuju u stotinama primjeraka. Dovršena se ploča reže na male pločice (engl. chips), to jest na pojedinačne integrirane krugove, kojima se dodaju priključci i ugrađuje ih se u kućišta s izvodima prikladnima za ugradnju u elektroničke uređaje.

## Povijest integriranih krugova
Ideju o integriranim krugovima prvi je razvio engleski inženjer Geoffrey W.A. Drummer dok je radio za Royal Radar Establishment koji je dio Britanskog ministarstva obrane. On je tu ideju predstavio u Americi 7. svibnja 1952. Drummer je pokušao napraviti integrirani krug 1956. ali bez značajnog uspjeha.
Prvi radni integrirani krug nezavisno jedan od drugoga razvili su Jack Kilby dok je radio za poduzeće Texas Instruments i Robert Noyce iz poduzeća Farichild Semiconductors. 

### Generacije integriranih krugova
- SSI   - prva generacija od 1960. do 1963.
- MSI   - druga generacija od kasne 1960. do sredine 1970.
- LSI   - treća generacija od sredine 1970. do kraja 1970.
- VLSI  - četvrta generacija od početka 1980. do sada

## Druge tehnike
- USI - Ultra large scale integration
- WSI - Wafer scale integration
- SOC - system on chip
- FPGA - Field Programable Gate Arrays

## Poznatiji integrirani krugovi
- 555 multivibrator integrirani krug
- 741 operacijsko pojačalo
- 7400 serija TTL logičkih krugova
- 4000 serija, CMOS inačica 7400 serije
- Intel 4004, prvi mikroprocesor
- MOS 6502 mikropocesor
- Zilog Z80 mikroprocesor

## Poznatije tvrtke
- Alcatel
- AMD
- Atmel
- AT&T
- Fairchild Semiconductor
- IBM
- Infineon Technologies
- Intel
- MOS Technology
- Motorola
- Microchip
- National Semiconductor
- NEC Corporation
- Philips
- Renesas
- Texas Instruments
- VIA Technologies
- ZiLOG

## Važnije osobe i tvrtke u razvoju integriranih krugova
- Goffrey W.A Drummer
- Jack Kilby
- Robert Noyce
- Chuck Peddle